# F.C. Paços de Ferreira
Paços de Ferreira, često skraćeno nazivan kao P. Ferreira je portugalski nogometni klub iz grada Paços de Ferreire.

## Klupski uspjesi
Klub je bio najbolji u drugoligaškim natjecanjima tri puta dosad (do travnja 2006.) u prošlosti, a zadnji put u sezoni 2004./05.

## Vanjske poveznice
- Službene stranice